# Distrito de Roeselare
El Distrito de Roeselare (en neerlandés: Arrondissement Roeselare; en francés: Arrondissement de Roulers) es uno de los ocho distritos administrativos de la Provincia de Flandes Occidental, Bélgica.

## Lista de municipios
- Hooglede
- Ingelmunster
- Izegem
- Ledegem
- Lichtervelde
- Moorslede
- Roeselare
- Staden

- Datos: Q91439